# Włosko-polskie związki literackie

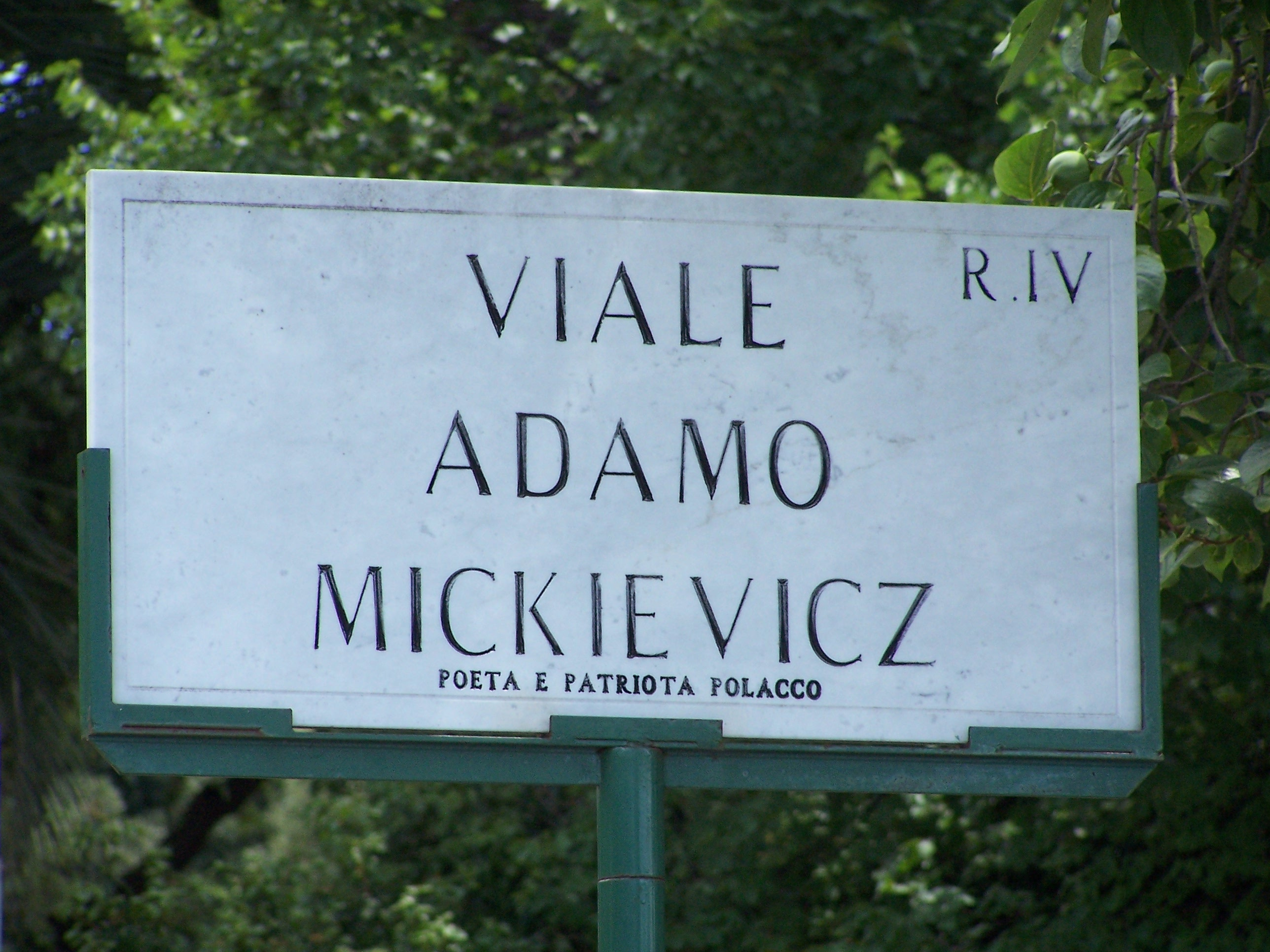
Ulica Adama Mickiewicza w Rzymie

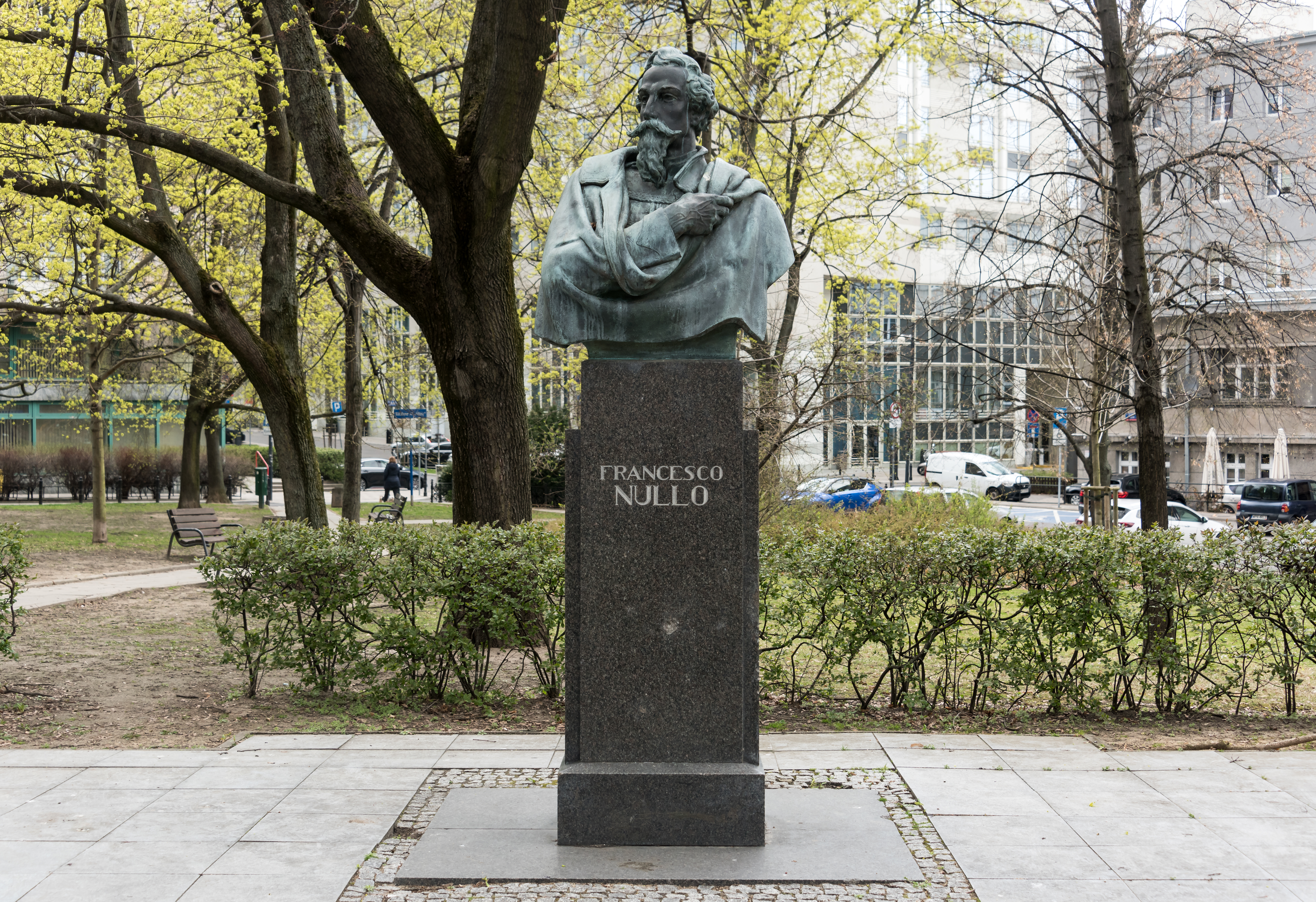
Pomnik Francesca Nulla w Warszawie

Włosko-polskie związki literackie – pierwsze informacje na temat wzajemnych stosunków literackich Polski i Włoch pochodzą ze źródeł hagiograficznych. Obecnie kontakty z kulturą włoską uważane są za najbogatsze ze wszystkich związków Polski z kulturami europejskimi.

## Historia

### Średniowiecze
W czasach średniowiecza związki literackie Polski i Włoch były podtrzymywanie dzięki osobom związanym z organizacjami kościelnymi, gdyż we Włoszech znajdowały się główne ośrodki władz kościoła.
Pierwsze informacje na temat Polski i Polaków oraz Włochów w Polsce można znaleźć w żywotach świętych. Żywot pierwszy św. Wojciecha powstał między rokiem 998 a 1003, zaś jego autorem mógł być Jan Kanapariusz, benedyktyn z opactwa na Awentynie w Rzymie. Żywot Pięciu Braci Męczenników, autorstwa pochodzącego z Niemiec Brunona z Kwerfurtu, opowiadał o dwóch włoskich i trzech polskich pustelnikach zamordowanych w 1003, prawdopodobnie w Międzyrzeczu. Pierwsza wersja innego dzieła Brunona z Kwerfurtu, Żywota drugiego św. Wojciecha, powstała prawdopodobnie w Rzymie w 1004. W Żywocie św. Romualda Piotra Damianiego wspomniany został władca słowiański Bolesław (prawdopodobnie Bolesław I Chrobry) oraz jego bliżej nieokreślony syn.
Pośrednio z polsko-włoskimi kontaktami kulturalnymi związany jest Kodeks Gertrudy, zawierający prawdopodobnie najstarsze zachowane teksty polskiej autorki. Kodeks, oprócz Psałterza, zawiera kalendarium dotyczące spraw polskich oraz łacińskie modlitwy, których autorstwo jest przypisywane, aczkolwiek z zastrzeżeniami, Gertrudzie Mieszkównie (2. poł. XI wieku). Obecnie kodeks znajduje się we Włoszech w Museo Archeologico Nazionale w Cividale del Friuli.
Przejawem wczesnych kontaktów literackich z Włochami może być też Kronika polska Anonima tzw. Galla. Według jednej z hipotez jej autorem nie był Francuz, lecz bliżej nieznany włoski mnich z klasztoru na wyspie Lido w Wenecji, autor Historii o translacji św. Mikołaja Wielkiego.
Nowe prądy literackie docierały do Polski poprzez uniwersytety (od XIII wieku, zwłaszcza padewski i boloński), sobory i synody. W XIII wieku w Polsce zaczęły osiedlać się włoskie zakony dominikanów i franciszkanów. Dominikanin Marcin z Opawy, autor Kroniki papieży i cesarzy przez wiele lat był kapelanem papieskim; zmarł w 1279 w Bolonii, w drodze do ojczyzny.
Na Uniwersytecie Bolońskim studiował już Wincenty Kadłubek, zaś ok. 1265 na uczelni tej utworzona została „nacja” polska, która w latach 1275–1500 liczyła kilkaset osób (w tym 12 Polaków było rektorami). Na wzór bolońskiego utworzono Uniwersytet Krakowski.
Na uniwersytecie padewskim, na którym istniały korporacje studenckie, Polacy również mieli swoją „nację”; nazywani byli Friulijczykami (Friuli, Udine). Scholarem był tam m.in. Witelon ze Śląska, zaś Mikołaj z Polski został w 1271 roku jego rektorem (później był archidiakonem krakowskim).

### Po XIV wieku

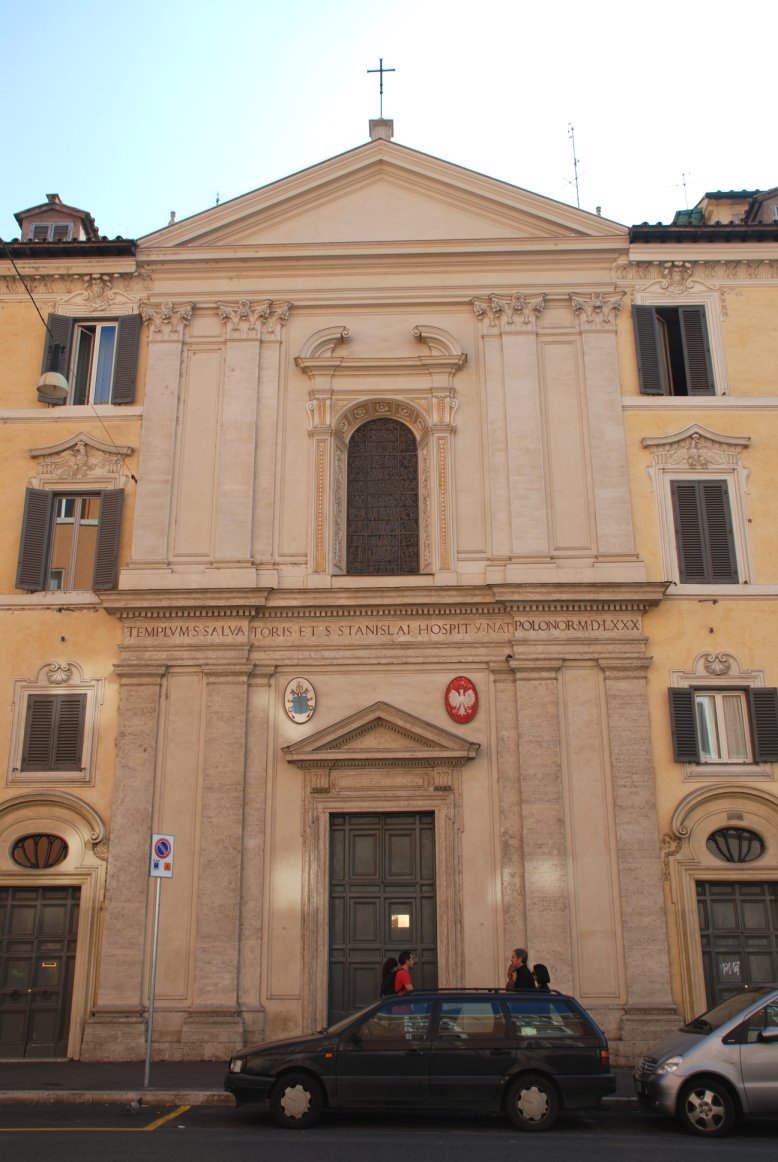
Kościół św. Stanisława przy Via delle Botteghe Oscure w Rzymie

Po XIV wieku w Polsce zaczęli osiedlać się włoscy aptekarze, złotnicy, kupcy. Niektórzy Włosi pracowali w kancelarii królewskiej. Również dzięki kontaktom z przedstawicielami tego narodu możliwszy stawał się przełom renesansowy w polskiej kulturze. W wieku XV na włoskich uniwersytetach kształcili się bądź współdziałali z nimi m.in. Paweł Włodkowic, Jan Ostroróg, Grzegorz z Sanoka, Jan z Ludziska, Marcin Król z Żurawicy (wykładał on również astronomię i matematykę w Bolonii). Również w XV w. ks. Aleksander mazowiecki (przez 20 lat) był biskupem Trydentu. Posłami do Rzymu byli m.in. Jan Długosz, Jan Ostroróg, Jan Łaski, Erazm Ciołek, Ludwik Decjusz. Relacje z Polski zbierali posłowie z Wenecji oraz nuncjusze papiescy. Nie zostały jednak wydane w drukach, lecz krążyły w odpisach.

#### Humanizm
Pierwsze kontakty Polski z włoskim humanizmem renesansowym miały miejsce w początkach XV wieku. Humanista Franscesco Filelfo w 1424 wygłosił orację na koronacji królowej Sonki w Krakowie, napisał też w imieniu księcia Filippa Viscontiego list gratulacyjny do Władysława Warneńczyka z okazji zwycięstwa nad Turkami w 1443. Włoski drukarz Aldo Manuzio i papież Mikołaj V zlecali poszukiwanie w Europie, w tym i w Polsce, starożytnych rękopisów.
Pierwszym przedstawicielem poezji humanistycznej w Polsce był piszący po łacinie włoski dyplomata i pisarz Filip Kallimach (właściwie: Filippo Buonaccorsi) z San Gimignano. Przybył on do Polski około 1470 i rozwijał tu przez 25 lat działalność literacką. Napisał utwory, takie jak Życie i obyczaje Grzegorza z Sanoka, pieśń o św. Stanisławie, elegie i epigramaty miłosne, przypisywany bywał mu też zbiór wskazówek politycznych Consilia Callimachi (Rady Kallimachowe). Jego uczniami i współpracownikami byli polscy twórcy, jak Maciej Drzewicki i Biernat z Lublina.
Istotne stały się również kontakty książkowe i wydawnicze. Zaliczyć do nich należy również korespondencję Włochów mieszkających w Polsce, lecz przede wszystkim kontakty i działalność królowej Bony Sforzy, postaci, która wiele wniosła w rozwój polskiej kultury renesansowej. Ślub Bony z Zygmuntem Starym w 1518 zgromadził w Krakowie ponad sześćset osób z Włoch. Wystawne wesele zostało opisane w licznych utworach literackich, w tym także włoskich. Towarzyszący Bonie Cola Antonio Carmignano, piszący pod pseudonimem Partenopeo Suavio, stworzył obszerny poemat Viaggio de la Serenissima S. Donna Bona Regina, przesłany do Włoch matce Bony w rękopisie, zaś wydany w 1533 w Bari. Carmignano również w późniejszych latach, mieszkając w Bari, pisywał okolicznościowe wiersze o Bonie, Jagiellonach i sprawach polskich. Inny członek orszaku Bony, Celio Calcagnini, poeta dworski kardynała Hipolita d’Este, odbył podróż aż na Ukrainę i nad Dniepr, którą opisał w wierszowanym dziele De moribus Scytharum. Lodovico da Bagno, również członek orszaku Bony i sekretarz kardynała d’Este, napisał zaginioną dziś relację z wesela. Mogła się ona stać podstawą anegdoty wykorzystanej w noweli Matteo Bandello o zabawnym nieporozumieniu językowym na uroczystościach ślubnych (ostia jako opłatek przy zażywaniu leków, ale także hostia). Bona była obecna w twórczości autorów włoskich również po powrocie do Bari jako wdowa (m.in. Felice Cassandra, Luigi Groto zw. Cieco d’Adria, Mario Savorgnano, Dialogo della pittura Ludwika Dolce).
W 1. połowie XVI w. utrwaliła się we Włoszech ostatecznie świadomość szerokiej, europejskiej roli kulturalnej oraz politycznego znaczenia Polski. Jagiellońskiej. Zarówno w literaturze wysokiej, jak i popularnej znalazły się motywy nawiązujące do Polski. W dziele Baldassare’a Castiglione Dworzanin (Il Cortegiano) znalazła się historia, jakoby kupcowi włoskiemu, który znalazł się na pograniczu polsko-moskiewskim, z powodu potężnego mrozu, zamarzły słowa i Polacy musieli je odmrażać przy ognisku. Z 1. połowy XVI w. pochodzi też popularny romans La Historia della Serenissima Regina di Polonia.
Tematyka polska pojawiała się nie tylko w literaturze pięknej, ale także użytkowej (listy, nowiny o wydarzeniach). Pietro Bembo pisał w imieniu papieża Leona X literacko skomponowane listy do Zygmunta Starego i Jagiellonów czesko-węgierskich. Cała grupa druków związana była ze zwycięstwem Polski w bitwie pod Orszą w 1514, zachowały się:
- tomik Carmina de memorabili cede Scismaticorum Moscouiorum per [...] Sigismundum regem Polonie [...] apud aras Alexandri Magni peracta wydany w Rzymie w 1515 staraniem prymasa Jana Łaskiego
- list nuncjusza Jakuba Pisona Epistola Pisonis ad Joannem Coritium [Korycki] de conflictu Polonorum et Lituanorum cum Moscouitis do Leona X
- list Zygmunta Starego pisany bezpośrednio po bitwie z obozu pod Borysowem do Leona X Epistola [...] D. Sigismundi Regis Polonie magni Ducis Lituanie Russie Prussieque [...] Ad Sanctis. D. Leonem X Pont. Max. de victoria contra hereticos ac scismaticos Moscouios apud aras Alexandři Magni parta, wydany dwukrotnie[16]

Podobnego rodzaju nowiny z informacjami dotyczącymi Włoch pojawiały się również w Polsce. Np. w Krakowie ukazało się w 1533 pismo Copia litterarum missarum ab vicerege Neapolitano o zwycięstwie morskim nad Turkami, zaś po polsku w 1557 Nowiny, które sie miedzy cesarzem a miedzy papieżem, przy zamku wezwanym Belliano, we Włoszech tymi czasy stały[...]. Kolejna grupa nowin ukazała się we Włoszech po śmierci Zygmunta Augusta i wyborze Henryka Walezego na króla Polski.
Wątki polskie znalazły się również w dziejopisarstwie włoskim. Historyk Paolo Giovio zawarł wiele wiadomości dotyczących Polski w dziele Historiarum sui temporis libri XLV (Florencja 1550–1552), zaś w wielokrotnie wydawanych zbiorach biografii Elogia veris clarorum virorum oraz Vitae virorum illustrium opisał takie postacie, jak m.in. Zygmunt Stary, hetman Jan Amor Tarnowski, Filip Kallimach, a w innych hasłach umieścił wtrącenia o Władysławie Warneńczyku, Kazimierzu Jagiellończyku, królowej Bonie, Zygmuncie Auguście, Janie Dantyszku, Filipie Padniewskim, Marcinie Kromerze, stołecznym Krakowie, bitwie pod Orszą.

#### Włosi w Polsce
Po XVI wieku wielu włoskich zwolenników przemian religijnych znalazło schronienie na terenach Polski; byli to m.in. Faust Socyn, lekarz Giorgio Biandrata (zwolennik unitarianizmu), Franciszek Lismanin, Pier Paolo Vergerio. Przyczynili się oni m.in. do rozwoju grupy braci polskich. W 1578 roku włoski historyk Alessandro Guagnini (osiadły w Polsce, używał spolszczonego nazwiska: Aleksander Gwagnin) napisał Sarmatiae Europeae descriptio (Kronika sarmacji europejskiej).

#### Studia Polaków we Włoszech
Dla Polaków we Włoszech na przełomie XVI i XVII wieku najważniejszym ośrodkiem uniwersyteckim była Padwa. Z jej uczelnią związani byli czołowi przedstawiciele polskiego renesansu, m.in.: Mikołaj Kopernik (studiował medycynę w 1501–1503), Klemens Janicki (otrzymał dyplom doktora filozofii Uniwersytetu Padewskiego), Daniel Naborowski, Marcin Kromer, Łukasz Górnicki, Reinhold Heidenstein, Stanisław Hozjusz, Maciej z Miechowa, Jan Kochanowski, Piotr Kochanowski, Andrzej Patrycy Nidecki, Piotr Myszkowski, Jan Łaski, Łukasz Opaliński młodszy, Stanisław Orzechowski, Sebastian Petrycy, Filip Padniewski, Maciej Stryjkowski, Samuel Maciejowski, Piotr Tomicki, Stanisław Warszewicki i Piotr z Goniądza (wykładowcy), Jan Zamoyski (w latach 1563–1564 był rektorem). W latach 1556–1559 utworzono w Padwie Akademię Polską, będącą wolnym stowarzyszeniem.
Równie ważna dla Polaków stała się Bolonia. Studiował tam Mikołaj Kopernik, Wawrzyniec Goślicki, Andrzej Krzycki, Hozjusz, Kromer, Orzechowski, zaś Tomicki uzyskał doktorat. Z Bolonii do Krakowa przybyli profesorowie, m.in.: Claretti, Piotr Roizjusz (właśc. Pedro Ruiz de Moros z Hiszpanii). Natomiast w Rzymie przebywali tacy ludzie kultury jak: E. Ciołek, Mikołaj Hussowczyk; a studiowali m.in.: Maciej Kazimierz Sarbiewski, Piotr Skarga, Jakub Wujek. Także na papieskim uniwersytecie (zwanym Sapienza) studiowało wiele osób z Polski. Powstało też kilka instytucji związanych z tym krajem, np. Hospicjum św. Stanisława i biblioteka, której założycielem był Hozjusz, zaś w XVII wieku utworzono Kolegium Warmińskie. W Neapolu przebywali m.in. Stanisław Łaski, Jan Andrzej Morsztyn, Mikołaj Krzysztof Radziwiłł, zaś w Perugii – Stanisław Łubieński. Przenikanie literatury włoskiej do Polski stało się szczególnie wyraźnie w XVI wieku.

#### Tłumaczenia i parafrazy
W wiekach XVI–XVIII dzieła literatury włoskiej wielokrotnie były tłumaczone i parafrazowane na język polski. Od połowy XVI w. dominowały nawet wśród przekładów. Najczęściej tłumaczono poezję (głównie epikę, rzadziej lirykę) – do końca XVIII w. przełożono ponad dwieście utworów autorstwa co najmniej dwudziestu poetów włoskich. Przekłady dramatów rozwinęły się w 2. połowie XVII w. (wcześniej przygotowywano raczej streszczenia po polsku, by widzowie mogli śledzić akcję sztuk), zaś rozkwit przekładów dramatycznych (najczęściej librett operowych) przypadł na wiek XVIII. Do 1800 przetłumaczono około stu dwudziestu tekstów czterdziestu włoskich autorów, zaś przekłady te były dziełem około czterdziestu tłumaczy (niektóre tłumaczenia były anonimowe, część utworów tłumaczono zaś wielokrotnie). Z utworów prozatorskich przetłumaczono do końca XVIII w. dzieła około pięćdziesięciu włoskich autorów (15 powieści, około 30 nowel i kilkadziesiąt utworów innego rodzaju, m.in. żywoty świętych).
W XVI i XVII w. przekładów i parafraz dokonywali wybitni pisarze (Łukasz Górnicki, Jan, Andrzej i Piotr Kochanowski, Jan Andrzej i Hieronim Morsztyn), mniej wybitnych twórców dokonywało przekładów pod koniec XVII w. i w epoce saskiej (Wacław Potocki, Stanisław Herakliusz Lubomirski), zaś w 2. poł. XVIII znów pojawiło się więcej przekładów czołowych pisarzy (Franciszek Bohomolec, Franciszek Zabłocki, Franciszek Dionizy Kniaźnin, Ignacy Krasicki, Wojciech Bogusławski). W XVIII w. przekładów zaczęły też dokonywać kobiety (Barbara Zawiszanka Radziwiłłowa, Maria Beata Zawiszanka Łaniewska, Marianna Maliszewska, Antonina Niemiryczowa, Kunegunda Komorowska).
W wieku XVI i na początku XVII większość tłumaczeń oddawano do druku, jednak przez następnie sto kilkadziesiąt lat duża część przekładów pozostała w rękopisach. Większe możliwości druku pojawiły się w 2. poł. XVIII w. wraz z rozwojem prasy („Monitor”, „Zabawy Przyjemne i Pożyteczne”) i wzrostem liczby wydawnictw książkowych, jednak część przekładów dramatycznych nadal ograniczała się do rękopisów, ponieważ służyły jako egzemplarze sceniczne.
Przekłady nie tylko pozwalały poznać Polakom dzieła literatury włoskiej, ale wprowadzały też do literatury polskiej nowe formy. Przekłady Grabowieckiego i Morsztyna ugruntowały pozycję sonetu, tłumaczenia Piotra Kochanowskiego wprowadziły oktawę, zaś przekłady librett w XVIII w. przyczyniły się do powstania polskiej twórczości operowej.
Poezja
Piotr Kochanowski przełożył dwa obszerne eposy: Orland szalony Ludovico Ariosto (wydany częściowo dopiero w 1799) i Jerozolima Wyzwolona Torquata Tassa (wyd. 1618). Stanisław Reszka, przebywający we Włoszech jako dyplomata, odnotował w swoim diariuszu, że Tasso czytał mu swój utwór Sette giornate del Mondo Creato, zaś w British Museum zachował się egzemplarz Gerusalemme conquistata (Jerozolima zdobyta, przeróbka Jerozolimy wyzwolonej) z wierszowaną dedykacją Tassa dla Reszki (Al Signor Stanislao Rescio Nunzio Illustrissimo). Inny utwór Tassa, dramat pasterski Amintas, został sparafrazowany przez Jana Andrzeja Morsztyna.
Tłumaczone na polski były też utwory Bernardo Tasso, ojca Torquato Tasso. Zachowało się tłumaczenie poematu Pyram i Tysbe (przypisywane dawniej S.H. Lubomirskiemu). Sebastian Grabowiecki umieścił tłumaczenia utworów B. Tasso w zbiorze Setnik rymów duchownych. Grabowiecki w Setniku zawarł też tłumaczenia sonetów Gabriela Fiammy, będące jednymi z pierwszych w literaturze polskiej próbek sonetu.
Wielokrotnie przekładanie były na język polski dzieła Giambattisty Marino, który zapoczątkował nurt literacki zwany od jego nazwiska marinizmem. J.A. Morsztyn sparafrazował pieśń Psyche z poematu Adone (wyd. 1623). Mariniego tłumaczyli też Piotr Kostka (1622) i Stanisław Herakliusz Lubomirski (poemat Orfeusz będący luźną przeróbką Mariniego). Zachowały się też przekłady anonimowe: Strage degli Innocenti (rękopis w klasztorze w Żyrowiczach), dwie idylle w druku Jędrzeja Ustrzyckiego (Troista historia, 1700).
Jan Smolik, żyjący w 2. połowie XVI w., przełożył kilka włoskich pastorelli. Marcin Błażewski wydał w 1608 Setnik przypowieści uciesznych, będący tłumaczeniem dzieła Giovanniego Marii Verdizottiego. Pojawiały się też tłumaczenia wierszy Petrarki oraz Pietro Metastasio.
Dramat
Przekłady tragedii reformacyjnego działacza Bernardino Ochino (przebywał krótko w Polsce w 1564) należą do najwcześniejszych polskich przekładów utworów dramatycznych z języka nowożytnego: Tragedia della Messa, Disputa intorno alla presenza del Corpo di Gesù Cristo nelsacramento della Cena (Tragedia o mszy, z której każdy snadnie wyrozumieć może, Pińczów 1560) oraz Tragedia dell’ingiusto ed usurpato primato del papa (O zwierzchności papieskiej nad wszystkim światem chrześcijańskim, Szamotuły 1558).
Jan Smolik przetłumaczył w XVI w. fragmenty tragedii La Dalida Luigiego Groto. Z próbą utworzenia teatru na dworze Władysława IV związane było tłumaczenie sztuki Ferdinando Saracinellego Liberazione di Ruggiero (Wyzwolenie Ruggera, tłum. Stanisław Jagodyński, 1628). Dramat Wierny pasterz Giovanniego Battisty Guariniego ukazał się w przekładzie Jerzego Sebastiana Lubomirskiego w 1695. Najczęściej tłumaczone były sztuki osiemnastowiecznego autora Pietro Metastasio (w XVIII wieku pięćdziesiąt polskich wersji dwudziestu pięciu dramatów) oraz Carlo Goldoniego.
Proza
Z prozaików popularnością cieszył się Boccaccio – jego nowelę o Gryzeldzie (dzień X, nowela 10) tłumaczono lub przerabiano około dziesięciu razy (natomiast cały Dekameron przetłumaczono dopiero w XIX wieku). Około 1548 ukazała się drukiem Historyja znamienita … o Gryzelli Salurskiej księżnie… (przeróbka oparta na łacińskim przekładzie Petrarki), a w 1571 anonimowe wierszowane opracowanie Grizella. O posłuszeństwie, stałości i cierpliwości szlachetnej, dobrej a cnotliwej małżonki. W 1564 ukazało się tłumaczenie, również za pośrednictwem łaciny, noweli ósmej dnia dziesiątego Historyja barzo cudna o przyjaźni a uprzejmej miłości Tytusa z Gizipiusem, autorstwa bliżej nieznanego zakonnika Jana Stoka z Wąchocka. Bezpośrednio z Boccacia dokonany został anonimowy przekład noweli dziewiątej dnia drugiego Historyja … o Barabaszu, jako się ten zacny kupiec z drugim kupcem na cnotę żony swojej założył…, przerobiony następnie przez Bieniasza Budnego na prozę jako Historyja krotofilna o kupcu, który się z drugim o cnotę swej żony założył (przed 1583).
Z lat 30. XVI w. pochodzą trzy rękopiśmienne opowiadania zebrane jako Historie umoralniające, których akcja dzieje się we Włoszech, nie są jednak znane ich pierwowzory. Najważniejsze dzieło Łukasza Górnickiego, Dworzanin polski (1566), jest parafrazą traktatu Il cortegiano Baltazara Castiglione. Powieść La Dianea Giovana Francesco Loredana (1635) miała cztery polskie wersje, aczkolwiek nie ukazały się drukiem. Prozą przetłumaczono utwór Mariniego Calloandro fedele (Koloander wierny). W połowie XVII w. Krzysztof Piotr Piekarski tłumaczył utwory o żołnierzu samochwale autorstwa Francesco Andreiniego: Bohatyr straszny z włoskiego na polski język wytłumaczony (1652) i Suplement Bohatyra strasznego, w r. 1665 napisany. Z końca XVIII w. pochodzą tłumaczenia powieści L’ uomo d’un altro mondo (Pamiętniki filozofa samotnika, 1784) Pietro Chiariego oraz Il congresso di Citera (Sejm walny cyterski, 1790) Francesco Algarottiego.

#### Relacje z podróży i przewodniki
Relacje z Włoch zachowały się w polskich opisach podróży po Europie z XVI/XVII w. Najwięcej relacji dotyczy Rzymu, następnie Wenecji i Padwy, rzadsze są wzmianki o Florencji. Włochy w tych przekazach jawią się jako piękny kraj, pełen niezwykłych miejsc, z bogatą sztuką i nauką.
Relacje te dzielą się na trzy główne grupy:
- diariusze dwóch poselstw do Rzymu w XVI w. (Jana Ocieskiego[38] i Stanisława Reszki) oraz czterech misji dyplomatycznych z XVII w. (podróż królewicza Władysława Wazy opisana przez trzech autorów: Stefana Paca, Albrychta Stanisława Radziwiłła i Jana Hegenawa oraz podróż Jerzego Ossolińskiego znana z relacji Piotra Daniłowicza)
- opisy podróży odbytych w celu uzupełnienia wykształcenia (diariusze opiekunów polskich szlachciców: Macieja Rywockiego z XVI w. oraz ks. Kazimierza Woysznarowicza i ks. Bartłomieja Nataniela Wąsowskiego z XVII w., pamiętniki studiującej młodzieży: Jakuba Sobieskiego, Wojciecha Radolińskiego i Jana Ługowskiego, pamiętnik Samuela Kazimierza Kuszewicza)
- relacje z podróży turystycznych i religijnych (dwa anonimowe teksty z XVI w.: Anonima Warszawskiego i Anonima Kórnickiego, tekst Teodora Billewicza z XVII w., relacja Krzysztofa Zawiszy z pielgrzymki do Rzymu na obchody roku świętego 1700)[39][40]

Inną grupę dzieł stanowią swego rodzaju przewodniki, czyli utwory opisujące miejsca i zabytki we Włoszech. Stanisław Reszka zamieścił, oparty na relacji Stanisława Hozjusza, dokładny spis kościołów rzymskich, relikwii, miejsc męczeństwa itp. w tekście Świadectwo o Mieście Rzymskim, o jego wierze, y dobrych uczynkach, które się w nim dzieją, dla przestrogi y informacyey tych, którzy to miasto Babilonem i nierządnicą zowią, dołączonym do swojego dzieła Przestroga Pastyrska dla Miasta Warszawskiego (1585).

### Oświecenie
Od połowy XVII wieku związki literackie Polski i Włoch osłabły na rzecz Francji (nie oznacza to jednak, iż uległy zanikowi). O związkach kulturalnych w epoce Oświecenia świadczy działalność włoskich artystów na polskiej ziemi, a także wyprawy wybitnych Polaków do Włoch. W wieku XVIII do grona nauczycieli w kolegium teatyńskim należeli: G. Torri i A.M. Portaluppi. Nuncjusz papieski Angelo Maria Durini często kontaktował się z poetami z Warszawy, wydawał w niej także swoje utwory. Scipione Piattoli zamieszkał w 1783 w Polsce i miał swój duży wkład w reformie Sejmu; współpracował również z Adamem Jerzym Czartoryskim.
Warszawę odwiedzili także Giacomo Casanova i Alessandro di Cagliostro. Casanova zetknął się z Polakami w Dreźnie na dworze Augusta II Sasa, zaś w samej Polsce, którą musiał opuścić po pojedynku z Franciszkiem Ksawerym Branickim, przebywał w latach 1765–1766. W swoich Pamiętnikach Casanova zawarł wspomnienia z Polski (opisał m.in. poznanego osobiście króla Stanisława Augusta Poniatowskiego), napisał też dzieła Historia zamieszek w Polsce (Istoria delle turbolenze della Polonia) oraz Projekt założenia w Polsce fabryki mydła.

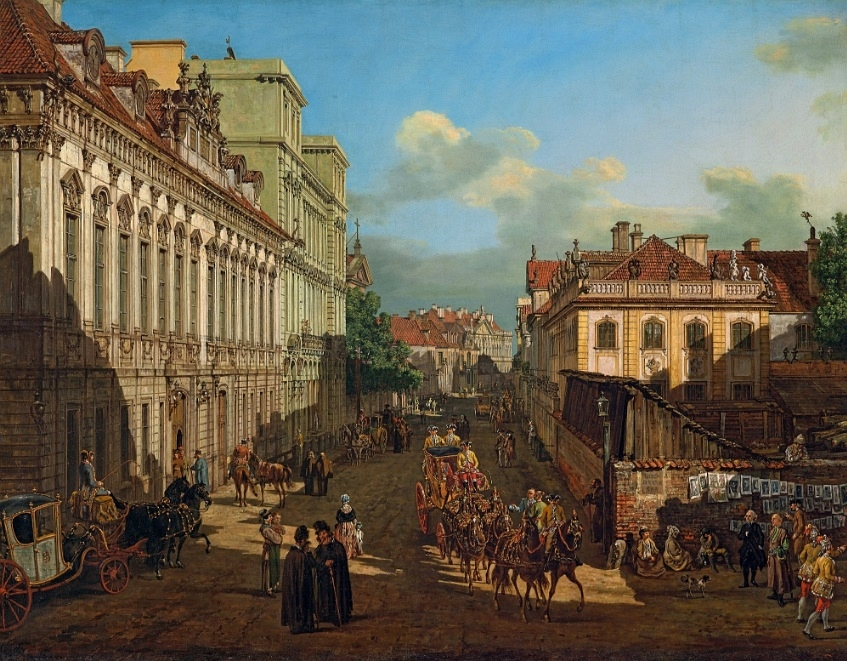
Ulica Miodowa na obrazie Bernardo Bellotto

W XVIII wieku działał w Warszawie wenecki malarz Canaletto, zaś nadwornym architektem królów Polski był Jakub Fontana. W latach 60. XVII w. nadwornym architektem króla Michała Korybuta Wiśniowieckiego i Jana III Sobieskiego był Józef Szymon Bellotti.

### XIX wiek
Polsko-włoskie stosunki kulturalne i ideowe w XIX wieku zostały wzmocnione i uległy wyraźnemu polepszeniu, głównie ze względu na podobną sytuację polityczną, w jakiej znalazły się obydwa kraje. Polacy walczyli o niepodległość, Włosi zaś o zjednoczenie narodowe. Dzięki Legionom Dąbrowskiego wzrosło zainteresowanie Włochami. W latach 1817–1822 profesorem literatury klasycznej na UW był Sebastiano Ciampi. W dobrych słowach o Polsce w tym czasie pisali m.in. poeci Aleardo Aleardi i Alessandro Poerio; sytuacja polityczna tego kraju była również istotna dla Massimo d’Azeglio, zaś postać Francesco Nullo, dowódcy garibaldczyków, którzy wzięli udział w powstaniu styczniowym 1863, stała się pewnego rodzaju symbolem bliskości idei wyzwoleńczych Polaków i Włochów. G. Carducci w poemacie Polonia potępił carskie prześladowania polskich powstańców; także Niccolò Tommaseo stawał w ich obronie.
W XIX wieku Włochy odwiedziło wielu polskich poetów romantycznych: Adam Mickiewicz, Juliusz Słowacki, Antoni Edward Odyniec, Stefan Garczyński, Henryk Rzewuski, Stanisław Chołoniewski. Wizyty w Weronie, Wenecji, Rzymie, Florencji i Bagna di Lucca miały istotne znaczenie dla Cypriana Kamila Norwida. Kolonia polska w Rzymie była dość liczna; w 1842 powstało także zgromadzenie zmartwychwstańców, zaś w 1848 przybyło tu wielu Polaków z powodu tworzenia Legionów Mickiewicza. W latach 1879–1883 Teofil Lenartowicz wygłosił w towarzystwie, zwanym Akademią im. A. Mickiewicza w Bolonii (założycielem był D. Santagate), wykłady o słowiańskiej literaturze. W 1871 ukazał się anonimowy przekład Pana Tadeusza (prawdopodobnie dokonał go Arrigo Boito, który przetłumaczył również Mazurek Dąbrowskiego na włoski). Aglauro Ungherini przełożył Dziady, Konrada Wallenroda i wiersze Mickiewicza. Z polskich pisarzy pozytywizmu największe zainteresowanie we Włoszech wzbudził Henryk Sienkiewicz.

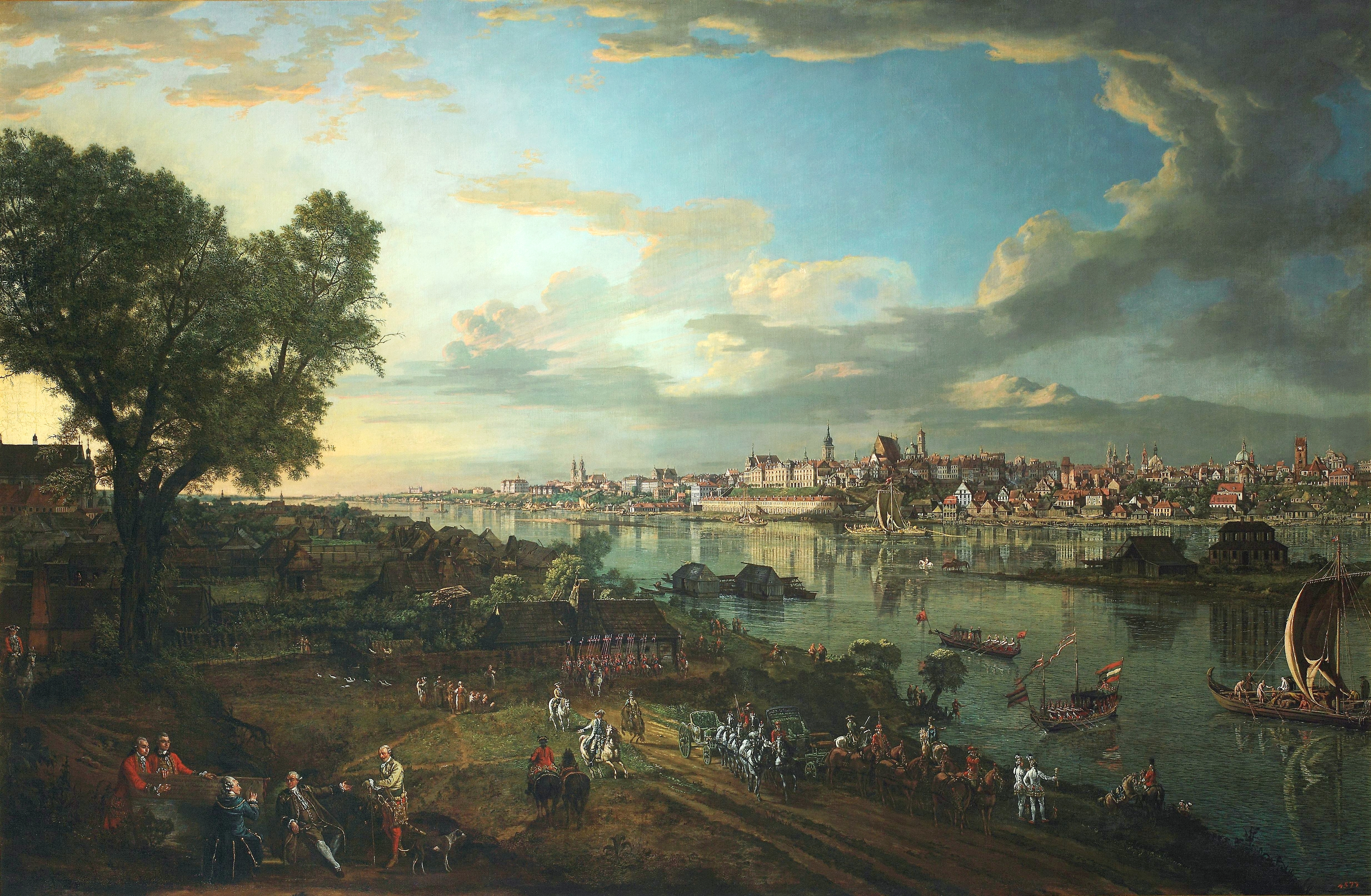
Obraz Canaletto

W XIX-wiecznej Polsce działali także włoscy architekci, m.in. Henryk Marconi, Józef Boretti, Antonio Corazzi, zaś ilustratorem utworów literackich (Mickiewicza, Słowackiego, Kraszewskiego, Orzeszkowej) był Michał Elwiro Andriolli – syn włoskiego rzeźbiarza, kapitana wojsk napoleońskich.
W latach 1879–1883 Teofil Lenartowicz prowadził w Bolonii cykl odczytów Sul carattere della poesia polono-slava (O charakterze poezji polsko-słowiańskiej), zostały one jednak przerwane na skutek krytycznych głosów i zabiegów Polonii włoskiej.

### XX wiek
W 1915 Attilio Begey założył Turyński Komitet Pro Polonia, zaś w 1930 roku w Turynie, przy uniwersytecie, powstał Instytut Kultury Polskiej jego imienia. Teologię w Rzymie ukończył ksiądz i poeta Antoni Szandlerowski; później, w latach 1909–1910 powrócił do Włoch. W dwudziestoleciu międzywojennym zainteresowanie Polaków Włochami nie było już tak duże jak w wieku XIX Powstawały utwory z podróży do Włoch. W roku 1921 Antoni Lange i A. Tom opracowali pierwszą polską antologię włoskiej literatury. Polskie dzieła poezji średniowiecznej na włoski tłumaczyła Maria Bersano Begey, zaś Enrico Damiani w 1930 ogłosił przekład Trenów J. Kochanowskiego. We Włoszech na twórczość Reymonta zwrócono uwagę po zdobyciu przez niego nagrody Nobla. Ukazały się wtedy również przekłady twórczości Tetmajera, Przybyszewskiego i Berenta. Zainteresowano się również twórczością Żeromskiego, Witkacego, Struga, Schulza, Dąbrowskiej.
W 1926 roku Samuel Tyszkiewicz założył drukarską Oficynę Florencką (zwaną także: Stamperia Polacca i Tyszkieviciana Typographia), która w 1937 otrzymała nagrodę Grand Prix na wystawie w Paryżu. W 1929 ukazała się pierwsza włoska antologia współczesnej polskiej prozy. W latach 1927–1928 wydano siedem numerów „I Nostri Quaderni” poświęconych polskiej literaturze. Pierwszą antologię poetycką wydano w 1933. W 1945 założono Polski Instytut Historyczny w Rzymie, na którego czele jako dyrektor stanęła Karolina Lanckorońska. Instytut wydawał czasopisma: rocznik „Antemurale” (1954–1982, 30 tomów), „Elementa ad Fontium Editiones” (76 tomów), „Acta Nuntiaturae Polonae”.
Z Polską związana jest również Irena Conti Di Mauro – polsko-włoska dziennikarka, pisarka, poetka mieszkająca w Warszawie działająca na rzecz zbliżania kultur polskiej i włoskiej, oraz Carlo Paolicelli, oficjalny bloger Miasta Poznania, współpracujący ze Stowarzyszeniem Polonia – Italia w Poznaniu, sołtys Bolewic, Włoch z urodzenia, działający na rzecz upowszechnienia znajomości języka i kultury włoskiej w Polsce.
W 1920 na uniwersytecie w Padwie rozpoczęła działalność Katedra Filologii Słowiańskiej, kierowana przez Giovanniego Mavera. Maver, skupiający się początkowo na tematyce rosyjskiej i serbo-chorwackiej, z czasem zwrócił się ku polonistyce. W 1925 wydał książkę o Juliusz Słowackim (Saggi critici su Juliusz Słowacki), następnie w pracy badawczej zajmował się polskim renesansem i romantyzmem. W 1929 został kierownikiem Katedry Języka i Literatury Polskiej na Uniwersytecie Rzymskim, którą kierował nieprzerwanie do aż do przejścia na emeryturę w 1961.

## Motywy włoskie w niektórych polskich utworach literackich
- Wenecja – Krzysztof Warszewicki
- Dworzanin polski – Łukasz Górnicki
- Pamiętniki czasów moich – Ursyn Niemcewicz
- O rymotwórstwie i rymotwórcach – Krasicki
- Mazurek Dąbrowskiego – Józef Wybicki
- Tęsknota do Włoch – Konstanty Gaszyński
- Podróż do Ziemi Świętej z Neapolu – Juliusz Słowacki
- W Weronie – Cyprian Kamil Norwid
- Noc tysiączna druga – Cyprian Kamil Norwid
- Obrazki weneckie – Wiktor Gomulicki (1897)
- Z sycylijskiej podróży kart kilka – Zygmunt Krasiński
- Italia – Maria Konopnicka (tomik poezji z 1901 roku)
- Pamięć Włoch – Wojciech Karpiński
- Rozmowa Polaka z Włochem o wolnościach i prawach polskich – Łukasz Górnicki
- Wieczory florenckie (Causeries florentines) – Julian Klaczko
- Anonima diariusz peregrynacji włoskiej, hiszpańskiej, portugalskiej – autor nieznany

## Motywy polskie w niektórych włoskich utworach literackich
- Żywot św. Romualda, koniec XI wieku
- Żywot pięciu braci męczenników
- Sartmatiae Europeae descriptio – Alessandro Guagnini
- Discorso sulle cose di Polonia – Giovanni Battista Guarini
- Hymn Włoch – Goffredo Mameli
- Pamiętniki o dawnej Polsce – Giovanni Francesco Commendone
- Wydawnictwa Polskiego Instytutu Historycznego
  - Antemurale
  - Elementa ad Fontium Editiones
  - Acta Nuntiaturae Polonae

## Włoscy filolodzy zajmujący się literaturą polską
- Giorgio Agosti (1910–1992)
- Cristina Agosti-Garosci (1881–1966)
- Attilio Begey (1843–1928)
- Maria Bersano Begey (1879–1957)
- Sebastiano Ciampi (1769–1847)
- Giorgio Clarotti (1903–1961)
- Nice Contieri (1912–1965)
- Arturo Cronia (1896–1967)
- Enrico Damiani (1892–1953)
- Sante Graciotti (ur. 1923)
- Pietro Marchesani (1942–2011)
- Giovanni Maver (1891–1970)
- Bruno Meriggi (1927–1970)
- Riccardo Picchio (1923–2011)
- Paolo Emilio Pavolini (1864–1942)
- Aglauro Ungherini (1847–1934)